# Didier de Vienne
Pour les articles homonymes, voir Saint Didier (homonymie), Saint-Didier et Didier.
Didier de Vienne ou Didier d'Autun est un saint catholique et orthodoxe (célébré le 23 mai) en France et un évêque de Vienne, en Dauphiné, de l'extrême fin du VIe siècle et du début du siècle suivant. Il a été assassiné vers 607 ou 611, près de Saint-Didier-sur-Chalaronne (Bresse) par ordre, selon une tradition, de la reine Brunehaut. Il est considéré comme disciple de saint Syagre, évêque d'Autun.

## Histoire et tradition

### Origines
Didier (Desiderius, Desiderium) est mentionné dans le Catalogue des évêques de Vienne produit par l'évêque Adon de Vienne (799-875), dans sa Chronique,,. Fils d'un aristocrate d'Autun, il est le neveu de Syagre d'Autun, évêque d'Autun, et le petit-fils de Désiré de Verdun, évêque de Verdun.
Il serait parti très jeune rejoindre vers 558 Namatius évêque de Vienne. Vers 570, l'évêque Philippe l'aurait fait entrer dans le clergé de son église. En 586, il serait devenu diacre sous l'épiscopat Vère II.

### Épiscopat
Didier accède au siège archiépiscopal de Vienne, à la mort de Vère II, au cours de l'année 596. Louis Duchesne (1894) indique ainsi qu'il était déjà en fonction lorsqu'il reçut des instructions du pape Grégoire Ier,.
Plusieurs lettres du pape Grégoire Ier lui sont adressées (v. 596, v. 599,,, v. 601). Il est invité avec les évêques de la région (Arles, Autun, Lyon, Gap) à organiser un synode, en 599.
Le Pape lui fait des reproches, parce qu'il enseignait la grammaire et lisait des poètes profanes,.
Ayant critiqué la conduite de la reine-mère Brunehaut, celle-ci, réputée belliqueuse et manipulatrice, intrigue auprès de son petit-fils Thierry II, roi de Bourgogne,.
Didier est déposé et banni en 603, à la suite du concile de Chalon(-sur-Saône),. Il est relégué dans une île du Rhône nommée Levise, qui semble être l'île Barbe, près de Lyon, jusqu'à ce que Brunehaut autorise son retour. Cet épisode est daté de l'année 607 par Depéry. L'ancien évêque est restauré dans ses fonctions à son retour.
Avant l'année 611, il fait son testament à la main devant les coévêques.

### Assassinat
Selon la tradition, il est conduit, sous escorte, de Vienne à la cour de Chalon-sur-Saône ou Autun, où Brunehaut le fait assassiner par trois individus nommés Beffan, Galifred et Betton, dits « brigands » par Depéry, lorsque l'historien ecclésiastique Ulysse Chevalier dit « trois comtes », à Priscianicum (Saint-Didier-sur-Chalaronne) (près La Chalaronne).
Certains considèrent improbable que Brunehaut ait été à l'origine de ce meurtre « sans utilité ». Il est vrai que les chroniqueurs, membres de l'Église ou de l'aristocratie qui la haïssaient autant les uns que les autres, ont eu une nette tendance à noircir cette reine. Cependant, en tant que reine ayant eu de très nombreux ennemis, comme son beau-frère Chilpéric Ier et, surtout, l'épouse de ce dernier, Frédégonde, elle a pu considérer que des critiques de quelque bord que ce soit ne pouvaient être que des dangers pour elle et un risque supplémentaire de finir, comme sa sœur Galswinthe, assassinée.
Son corps est enseveli à Priscianicum (Saint-Didier-sur-Chalaronne).
L'année de cet épisode et sa mort sont sujettes à débats. Jean-Irénée Depéry, dans son hagiographie (1834), indique « c'est ainsi que mourut notre saint évêque, le 23 mai 608 ». Chevalier, dans sa notice (1879), donne l'année 607, puis dans le Regeste dauphinois le 23 mai (611). Duchesne (1894) date également cet épisode au cours de l'année 611. Le site du Diocèse de Grenoble-Vienne donne quant à lui « vers 607 ».
Domnole lui succède sur le siège métropolitain de Vienne,.

## Vénération
Louis Duchesne (1894) indique que « son exhumation [a lieu] sous Clotaire II, c'est-à-dire sous en 614, au plus tôt ». Chevalier, dans le Regeste dauphinois (1912), donne la date du 11 février pour la translation de ses reliques. Jean-Irénée Depéry (1834) indique que Domnole est l'auteur du déplacement de ses reliques à l'église Saint-Pierre de Vienne.
Saint Didier de Vienne est célébré le 23 mai dans l’évêché de Grenoble ou le 26 mai,
Sisebut, roi wisigoth d'Espagne (612-621), écrivit une petite biographie sur Didier intitulée De Vita et passione Sancti Desiderii.

### Regeste dauphinois
1. 1 2  Regeste dauphinois, p. p. 80, Tome 1, Fascicules 1-3, Acte no 469 (602/603) (présentation en ligne).
2. 1 2  Regeste dauphinois, p. p. 77, Tome 1, Fascicules 1-3, Acte no 453 (23 ? juillet 596) (présentation en ligne).
3. ↑  Regeste dauphinois, p. p. 78, Tome 1, Fascicules 1-3, Acte no 456 (mai/juin 599) (présentation en ligne).
4. 1 2  Regeste dauphinois, p. p. 78, Tome 1, Fascicules 1-3, Acte no 457 (juillet 599) (présentation en ligne).
5. ↑  Regeste dauphinois, p. p. 78, Tome 1, Fascicules 1-3, Acte no 459 (juillet 599) (présentation en ligne).
6. 1 2  Regeste dauphinois, p. p. 79, Tome 1, Fascicules 1-3, Acte no 466 (juin 601) (présentation en ligne).
7. ↑  Regeste dauphinois, p. p. 80, Tome 1, Fascicules 1-3, Acte no 471 (avant 611) (présentation en ligne).
8. 1 2  Regeste dauphinois, p. p. 80, Tome 1, Fascicules 1-3, Acte no 472 23 mai (611) (présentation en ligne).
9. ↑  Regeste dauphinois, p. 81, Tome 1, Fascicules 1-3, Acte no 478 (11 février 615?) (présentation en ligne).

### Autres références
1. 1 2 3 4 5 6 7 8 9  Louis Duchesne, Fastes épiscopaux de l'ancienne Gaule. Provinces du Sud-Est (tome premier), vol. 3, Paris, Thorin et fils, 1894, 356 p. (lire en ligne), p. 148.
2. 1 2 3 4 5 6 7 8 9 10  Ulysse Chevalier, Notice chronologico-historique sur les archevêques de Vienne : d'après des documents paléographiques inédits, Vienne, 1879, 18 p. (lire en ligne), p. 8
3. ↑  Louis Duchesne, Fastes épiscopaux de l'ancienne Gaule. Provinces du Sud-Est (tome premier), vol. 3, Paris, Thorin et fils, 1894, 356 p. (lire en ligne), p. 194-195.
4. ↑  Christian Settipani, « Les Aviti et les évêques de Clermont », Colloque Saint Julien de Brioude. Actes du colloque international organisé par la ville de Brioude du 22 au 24 sept. 2004, p. 129-170,‎ 1er janvier 2007 (lire en ligne, consulté le 13 février 2024)
5. 1 2 3 4 5 6 7 8  Jean-Irénée Depéry, Histoire hagiologique de Belley : ou recueil des vies des Saints et des bienheureux nés dans ce diocèse (tome premier), Bottier, 1834, 405 p. (lire en ligne), pp. 49-57.
6. ↑  Louis Duchesne, Fastes épiscopaux de l'ancienne Gaule. Provinces du Sud-Est (tome premier), Paris, Albert Fontemoing. Anc. Thorin et fils, 1907, 2e éd., 376 p. (lire en ligne), p. 207-208.
7. 1 2  Coutépée : «  Description du Duché de Bourgogne » 1778. Dijon. p. 532.
8. ↑  Ferdinand Hoefer, Nouvelle biographie générale depuis les temps les plus reculées ..., Volume 14, Paris, Firmin Didot, 1855, 958 p. (lire en ligne), p. 102
9. ↑  « Histoire — Section « Les grandes figures du diocèse de Grenoble et Vienne » », sur le site du Diocèse de Grenoble-Vienne - www.diocese-grenoble-vienne.fr (consulté en avril 2020).
10. ↑  « Histoire,Diocèse de Grenoble - Vienne », sur www.diocese-grenoble-vienne.fr (consulté le 23 mai 2022)
11. ↑  Saint Didier, évêque de Vienne et martyr († v. 607), fête le 26 mai, L'Évangile au Quotidien.
12. ↑  (it) Fête de saint Didier de Vienne le 26 mai, Santi e Beati.